# Задача о паре ближайших точек

Пара ближайших точек выделена красным цветом

Задача о паре ближайших точек — это задача вычислительной геометрии. Дано n точек в метрическом пространстве, нужно найти пару точек с наименьшим расстоянием между ними.
Задача о ближайших точках на евклидовой плоскости была одной из первых геометрических задач, которая подверглась систематическому изучению со стороны вычислительной сложности геометрических алгоритмов.
Наивный алгоритм нахождения расстояний между всеми парами в пространстве размерности d и выбора среди них наименьшего требует времени O(n2). Оказывается, что задача может быть решена за время {\displaystyle O(n\log n)} в евклидовом пространстве или Lp пространстве фиксированной размерности d. В модели вычислений алгебраического дерева решений алгоритм со временем O(n log n) оптимален при сведении от задачи единственности элемента.
В вычислительной модели, в которой принимается, что функция floor вычисляема за постоянное время, задача может быть решена за время {\displaystyle O(n\log \log n)}. Если мы позволяем применение рандомизации вместе с функцией floor, задача может быть решена за время O(n).

## Алгоритм полного перебора
Пара ближайших точек может быть вычислена за время O(n2) путём выполнения полного перебора. Чтобы это сделать, можно вычислить расстояние между всеми n(n − 1) / 2 парами точек, затем выбрать пару с наименьшим расстоянием, как показано ниже.
```
minDist
 = infinity

for
 
i
 = 1 
to
 length(
P
) - 1
 
for
 
j
 = 
i
 + 1 
to
 length(
P
)
  
let
 
p
 = 
P
[
i
], 
q
 = 
P
[
j
]
  
if
 
dist
(
p
, 
q
) < 
minDist
:
   
minDist
 = 
dist
(
p
, 
q
)
   
closestPair
 = (
p
, 
q
)

return
 
closestPair
```

## Планарный случай
Задача может быть решена за время {\displaystyle O(n\log n)} с помощью рекурсивного подхода «разделяй и властвуй», например, так:
1. Сортируем точки согласно их x-координатам;
2. Разбиваем множество точек на два подмножества равного размера вертикальной прямой {\displaystyle x=x_{mid}};
3. Решаем задачу рекурсивно на левой и на правой частях. Это приводит к левому минимальному расстоянию {\displaystyle d_{Lmin}} и правому минимальному расстоянию {\displaystyle d_{Rmin}}, соответственно;
4. Находим минимальное расстояние {\displaystyle d_{LRmin}} среди пар точек, из которых одна точка лежит слева от вертикальной линии, а другая точка лежит справа от прямой;
5. Конечным ответом будет минимальное значение среди {\displaystyle d_{Lmin}}, {\displaystyle d_{Rmin}} и {\displaystyle d_{LRmin}}.

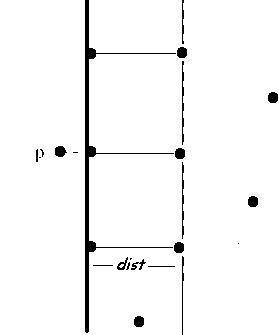
Разделяй и властвуй: наблюдение разреженных прямоугольников

Оказывается, что шаг 4 может быть выполнен за линейное время. Снова, наивный подход потребовал бы вычисление расстояний для всех пар слева/справа, то есть квадратичное время. Ключевое наблюдение основывается на следующем свойстве разреженности множества точек. Мы уже знаем, что пара ближайших точек не находятся на большем расстоянии, чем {\displaystyle \mathrm {dist} =\min(d_{Lmin},d_{Rmin})}. Поэтому, для каждой точки p слева от разделяющей прямой мы должны сравнить расстояния до точек, которые лежат в прямоугольнике с размерами (dist, 2 ⋅ dist) как показано на рисунке. И этот прямоугольник может содержать не более шести точек, попарное расстояние между которыми не менее {\displaystyle d_{Rmin}}. Таким образом, достаточно вычислить на 4-м шаге 6n расстояний. Рекуррентное отношение для числа шагов может быть записано как {\displaystyle T(n)=2T({\tfrac {n}{2}})+O(n)}, которое может быть решено с помощью основной теоремы для рекурренции разделяй и властвуй, что даёт {\displaystyle O(n\log n)}.
Так как пара ближайших точек определяют ребро в триангуляции Делоне и соответствуют двум смежным ячейкам в диаграмме Вороного, пара ближайших точек может быть определена за линейное время, если дана одна из этих двух структур. Вычисление триангуляции Делоне или диаграммы Вороного занимает время {\displaystyle O(n\log n)}. Эти подходы не эффективны для размерностей d>2, в то время как алгоритм «разделяй и властвуй» может быть обобщён до времени выполнения {\displaystyle O(n\log n)} для любого постоянного значения размерности d.

## Динамическая задача ближайшей пары
Динамическая версия для задачи пары ближайших точек ставится следующим образом:
- Если дано динамическое множество объектов, найти алгоритмы и структуры данных для эффективного перевычисления пары ближайших точек каждый раз, когда объект вставляется или удаляется.

Если ограничивающий прямоугольник для всех точек заранее известен и доступна функция floor с постоянным временем работы, то была предложена структура данных с ожидаемой памятью O(n), которая поддерживает ожидаемое время (среднее время) вставки и удаления O(log n) и постоянное время запроса. Если задача модифицирована для модели алгебраического дерева принятия решения, вставки и удаления потребуют среднее время {\displaystyle O(\log ^{2}n)}. Следует отметить, что сложность указанной выше динамической задачи о паре ближайших точек экспоненциально зависит от размерности d, поэтому алгоритм становится менее пригодным для задач высокой размерности.
Алгоритм для динамической задачи пары ближайших точек в пространстве размерности d разработал Сергей Беспамятных в 1998 году. Точки могут быть вставлены и удалены за время O(logn) на одну точку (в худшем случае).